# Alf Landon
Pour les articles homonymes, voir Landon.
Alfred Mossman « Alf » Landon (9 septembre 1887 –12 octobre 1987) est un homme politique américain, membre du Parti républicain, gouverneur du Kansas de 1933 à 1937 et candidat malheureux à l'élection présidentielle en 1936 contre Franklin Delano Roosevelt : battu par 24 points d'écart, une des plus sévères défaites de l'histoire du vote populaire dans cette élection, dépassant tous les écarts les plus élevés de l'après-guerre.

## Biographie

### Jeunesse et études
Alf Landon est né le 9 septembre 1887 à West Middlesex, en Pennsylvanie.
Il grandit en Ohio et à l'âge de 17 ans, suit ses parents au Kansas.
Diplômé de l'Université du Kansas en 1908, il commence à travailler dans la banque avant de devenir en 1912, pétrolier producteur indépendant.

### Carrière politique
Aux élections de 1912, il s'investit dans la campagne Parti progressiste de Theodore Roosevelt et soutient l'obtention du droit de vote aux femmes et l'interdiction de travail des enfants mineurs.
Durant la Première Guerre mondiale, il est lieutenant dans l'US Army.
En 1922, il est le secrétaire privé du gouverneur du Kansas puis devient le chef des républicains libéraux.
En 1928, il devient le président du comité républicain de l'État du Kansas et préside la campagne électorale présidentielle dans l'État ainsi que celle du gouverneur.
En 1929, il est près de faire fortune dans l'industrie du pétrole.

#### Gouverneur du Kansas (1933-1937)
En 1932, Landon est élu gouverneur du Kansas et réélu en 1934, le seul gouverneur républicain réélu de l'année.
Gouverneur, il réduit les impôts et équilibre le budget de l'État.
Fiscalement conservateur, il soutient une bonne partie du New Deal mis en place par le président Franklin Roosevelt mais s'oppose fortement aux pouvoirs des syndicats.

#### Candidat à l'élection présidentielle de 1936
En 1936, Landon renonce à se présenter de nouveau pour un mandat de gouverneur et devient le candidat des républicains contre Roosevelt à l'élection présidentielle, bien qu'il admirait personnellement le président sortant.
Au côté de son colistier Frank Knox, issu lui aussi de l'aile progressiste du Parti républicain, il n'hésite pas à approuver une partie du programme de son rival Roosevelt mais dénonce les effets pervers du New Deal vis-à-vis des entreprises. Il accusa également Roosevelt d'omnipotence et de danger pour les institutions démocratiques du pays. Mais l'incapacité de Landon à faire efficacement campagne plomba la campagne républicaine. Landon quittait rarement le Kansas et la plupart de ses attaques politiques étaient rédigées et communiquées par les membres de son comité de campagne et non par Landon lui-même.
Avec 36,54 % des suffrages représentant un peu moins de 17 millions de voix portés sur son nom, Landon fut laminé par Roosevelt qui obtint 60,80 % des suffrages soit près de 28 millions de voix.
Seuls les électeurs des États historiquement républicains du Maine et du Vermont apportèrent leurs 8 grands électeurs à Landon contre les 523 que récolta Roosevelt.

### Une longue vie après la politique (1936-1987)
Landon resta par la suite dans l'industrie du pétrole mais ne chercha pas à se faire élire à d'autres postes.
Il désapprouva la neutralité affiché de certains dirigeants républicains vis-à-vis de l'Allemagne nazie.
Après la guerre, il fut un ardent partisan du plan Marshall bien qu'il fût hostile sur le plan intérieur à l'augmentation des dépenses publiques.
En 1961, il appela les États-Unis à rejoindre le marché commun européen.
En novembre 1962, il résuma sa philosophie politique en se définissant comme un progressiste et apporta son soutien au  démocrate Lyndon Johnson pour ses projets concernant la survie de l'assurance maladie (Medicare) ou sur les droits civiques.
Landon est mort à Topeka au Kansas le 12 octobre 1987, 34 jours après avoir célébré son centième anniversaire au cours duquel il a reçu la visite du président Ronald Reagan alors en fonction.
Sa fille, Nancy Landon Kassebaum, fut sénatrice du Kansas au Congrès des États-Unis de 1978 à 1996.